# جولا الشمالية (مقاطعة)
مقاطعة جولا الشمالية (بالهانغل: 전라북도 | بالهانجا: 全羅北道 | جولا بكدو) هي مقاطعة في الجنوب الغربي من كوريا الجنوبية. أسست المقاطعة في سنة 1896 من النصف الشمالي لجولا السابقة، وكانت المقاطعة تابعة لكوريا حتى التقسيم في سنة 1945 حيث أصبحت جزءاً من كوريا الجنوبية. وعاصمة المقاطعة هي جونجو، والتي كانت عاصمة جولا السابقة قبل سنة 1896. يبلغ عدد سكان المقاطعة 1،873،333 نسمة.

## التاريخ
خلال فترة ممالك كوريا الثلاث البدائية، كانت منطقة جولا مركزاً لكونفدرالية ماهان إحدى كونفدراليات سامهان. ضمت هذه المنطقة 15 دولة قبلية من أصل 54 دولة قبلية في كوريا. خلال عصر الممالك الثلاث الأوسط أصبحت المنطقة جزءاً من مملكة بايكتشي عندما استولت على ماهان. دمرت بايكتشي في سنة 660 على يد تحالف شلا وتانغ الصينية وأصبحت تحكم على يد تانغ. أصبحت المملكة جزءاً من شلا عندما قامت بطرد قوات تانغ منها في سنة 676 (السنة 16 من حكم الملك منمو).
وجدت وإنسان جو (جونجو في وقتنا الحالي) وناموون غيونغ (ناموون في وقتنا الحالي) في جولا الشمالية، وذلك في زمن شلا الموحدة والتي وجدت فيها 9 مقاطعات و5 عواصم صغيرة في سنة 685.
في سنة 892 استمرت هذه المنطقة في الوجود عندما أنشأ الجنرال غيون هوون مملكة هبايكتشي (بايكتشي الأخيرة)، ظلت هذه المنطقة مركزاً للدولة قرابة 50 سنة. في سنة 936 خلال حكم شنغوم أصبحت الدولة تابعة لسلالة غوريو. من سنة 900 إلى أن أصبحت تابعة لغوريو، كانت وإنسان جو (جونجو) عاصمة لها، وكانت منطقة جولا بأكملها تحت حكم الدولة.
في سنة 996 (السنة 14 من حكم الملك سنغجونغ) سميت هذه المنطقة باسم مقاطعة غانغنام، وأنشئت أربع مناطق (منطقة جونجو - جونجو، ومنطقة يونغجو - غوبو، ومنطقة سنجو - سنتشانغ، ومنطقة ماجو - أوكغو) في منطقة جولا الشمالية.
ضمت مقاطعة غانغنام (جونبك) إلى مقاطعة هاينام (جونام) وسميتا مقاطعة جولا، وذلك في سنة 1018 (السنة التاسعة من حكم الملك هيونجونغ).
خلال عصر جوسون، أعيد ترتيب التقسيم الإداري ليضم ثمانية مقاطعات فقط وذلك في سنة 1413 (السنة 13 من حكم الملك تايجونغ)، أصبحت جولا مسؤولة عن منطقة واسعة من الأراضي تضم مقاطعة جولا الشمالية والجنوبية ومقاطعة جيجو في وقتنا الحالي.
في سنة 1896 (السنة 33 من حكم الملك غوجونغ) قسمت الدولة إلى 13 مقاطعة. قسمت جولا في هذه المرة إلى قسمين شمالي وجنوبي، حيث ضم القسم الشمالي 26 محافظة.
في سنة 1963 ضمت غمسان غن إلى تشنغنام، وضمت ويدو ميون من جونام إلى جونبك. كما رفعت رتبتي جونغجو أوب وناموون أوب إلى مدينة في سنة 1981 ورفعت مرتبة غمجي أوب إلى دولة مدينة في سنة 1989. كما أنشئت وإنسان غو ودوكجن غو في نفس السنة.
بسبب إنشاء العديد من المدن ذات المساحات الزراعية في سنة 1995 فقد ضمت أوكغو، وجنغ أوب، وناموون، وغمجي، وإكسان غن مع بعضها البعض. إكسان وغمجي دمجتا سوياً، في حين دمجت مدن إري وغمجي وناموون وجونجو وغنسان سوياً. من خلال إعادة التنظيم المتكررة للمقاطعة فإنها الآن تضم 6 مدن و8 محافظات.

## جغرافيا المقاطعة
تقع المقاطعة في الجزء الجنوبي الغربي من كوريا، ويحدها من الشرق مقاطعة غيونغسانغ الجنوبية والشمالية، ومن الشمال يحدها مقاطعة تشنغتشونغ الجنوبية، ومن الجنوب يحدها مقاطعة جولا الجنوبية، ومن الغرب يحدها البحر الأصفر.
مساحة المقاطعة الكلية هي 8،067 كيلو متر مربع وهو ما نسبته 8،1% من المساحة الكلية لكوريا الجنوبية.

## النقل والصناعة
في ستينات القرن العشرين بني طريق هونام السريع (والذي أصبح طريق هونام السيار فيما بعد). أوجد هذا حزاماً صناعياً يربط مدينة إري (إكسان) بمدينة غنسان (ميناء) بالإضافة لعاصمة المقاطعة جونجو.

## علاقات الشراكة والتوأمة الدولية
- التوأمة:
  -  جيانغسو، جمهورية الصين الشعبية (27 أكتوبر 1994)
  -  واشنطن، الولايات المتحدة (17 مايو 1996)
  -  ولاية نيو جيرسي، الولايات المتحدة (19 مايو 2000)
- الشراكة:
  -  كاغوشيما، اليابان (30 أكتوبر 1989)
  -  إيشيكاوا، اليابان (10 سبتمبر 2001)
  -  شانغهاي، جمهورية الصين الشعبية (17 أبريل 2003)
  -  شاندونغ، جمهورية الصين الشعبية (2 نوفمبر 2006)

## التقسيم الإداري
تقسم المقاطعة إلى 6 مدن (شي) و8 محافظات (غن).
| الخريطة       | #              | الاسم  | الهانغل | الهانجا | التعداد السكاني (2012) |
| ------------- | -------------- | ------ | ------- | ------- | ---------------------- |
|               |                |        |         |         |                        |
| — المدن —     |                |        |         |         |                        |
| 1             | جونجو          | 전주   | 全州    | 648،134 |                        |
| 2             | إكسان          | 익산   | 益山    | 308،204 |                        |
| 3             | غنسان          | 군산   | 群山    | 277،561 |                        |
| 4             | جونغوب         | 정읍   | 井邑    | 119،922 |                        |
| 5             | غمجي           | 김제   | 金堤    | 92،732  |                        |
| 6             | ناموون         | 남원   | 南原    | 87,257  |                        |
| — المحافظات — |                |        |         |         |                        |
| 7             | محافظة وانجو   | 완주군 | 完州郡  | 85،011  |                        |
| 8             | محافظة غوتشانغ | 고창군 | 高敞郡  | 60،085  |                        |
| 9             | محافظة بوان    | 부안군 | 扶安郡  | 58،815  |                        |
| 10            | محافظة سنتشانغ | 순창군 | 淳昌郡  | 29،499  |                        |
| 11            | محافظة إمشل    | 임실군 | 任實郡  | 30،247  |                        |
| 12            | محافظة مجي     | 무주군 | 茂朱郡  | 25،387  |                        |
| 13            | محافظة جنان    | 진안군 | 鎭安郡  | 27،284  |                        |
| 14            | محافظة جانغسو  | 장수군 | 長水郡  | 23،195  |                        |

## وصلات خارجية
- الموقع الرسمي.